# Karianne Christiansen
Karianne Christiansen (* 24. Februar 1949 in Tønsberg; † 30. Oktober 1976 in Robru) war eine norwegische Skirennläuferin. Die zehnfache norwegische Meisterin erreichte zwei fünfte Plätze im Weltcup und nahm an den Weltmeisterschaften 1970 sowie den Olympischen Winterspielen 1972 teil.

## Biografie
In ihrer aktiven Zeit wurde Christiansen zehnfache norwegische Landesmeisterin: dreimal im Slalom, dreimal im Riesenslalom, zweimal in der Abfahrt und zweimal in der Kombination. Bei Weltcuprennen konnte sie sich insgesamt siebenmal unter den besten zehn platzieren, einschließlich der WM-Rennen von 1970, die ebenfalls zum Weltcup zählten. Ihre besten Resultate waren zwei fünfte Plätze in den Heimslaloms von Oslo im Februar 1968 und von Voss im März 1970.
Bei den Weltmeisterschaften 1970 in Gröden wurde sie als jeweils beste Norwegerin Achte in der Kombination und Zehnte in der Abfahrt, zudem 17. im Riesenslalom und 20. im Slalom. Weniger erfolgreich verlief ihre einzige Olympiateilnahme 1972 in Sapporo. Bestes Ergebnis war Platz 21 in der Abfahrt. Im Riesenslalom kam sie auf Platz 27, im Slalom schied sie aus.
Christiansen starb bei einem Autounfall in der Nähe von Robru.

## Erfolge

### Olympische Winterspiele
(zählten zugleich als Weltmeisterschaften)
- Sapporo 1972: 21. Abfahrt, 27. Riesenslalom

### Weltmeisterschaften
- Gröden 1970: 8. Kombination, 10. Abfahrt, 17. Riesenslalom, 20. Slalom

### Weltcup
- 7 Platzierungen unter den besten zehn

### Norwegische Meisterschaften
Christiansen wurde zehnfache norwegische Meisterin:
- 2× Abfahrt (1970, 1971)
- 3× Riesenslalom (1969, 1971, 1972)
- 3× Slalom (1968, 1969, 1970)
- 2× Kombination (1969, 1970)